# Gransee

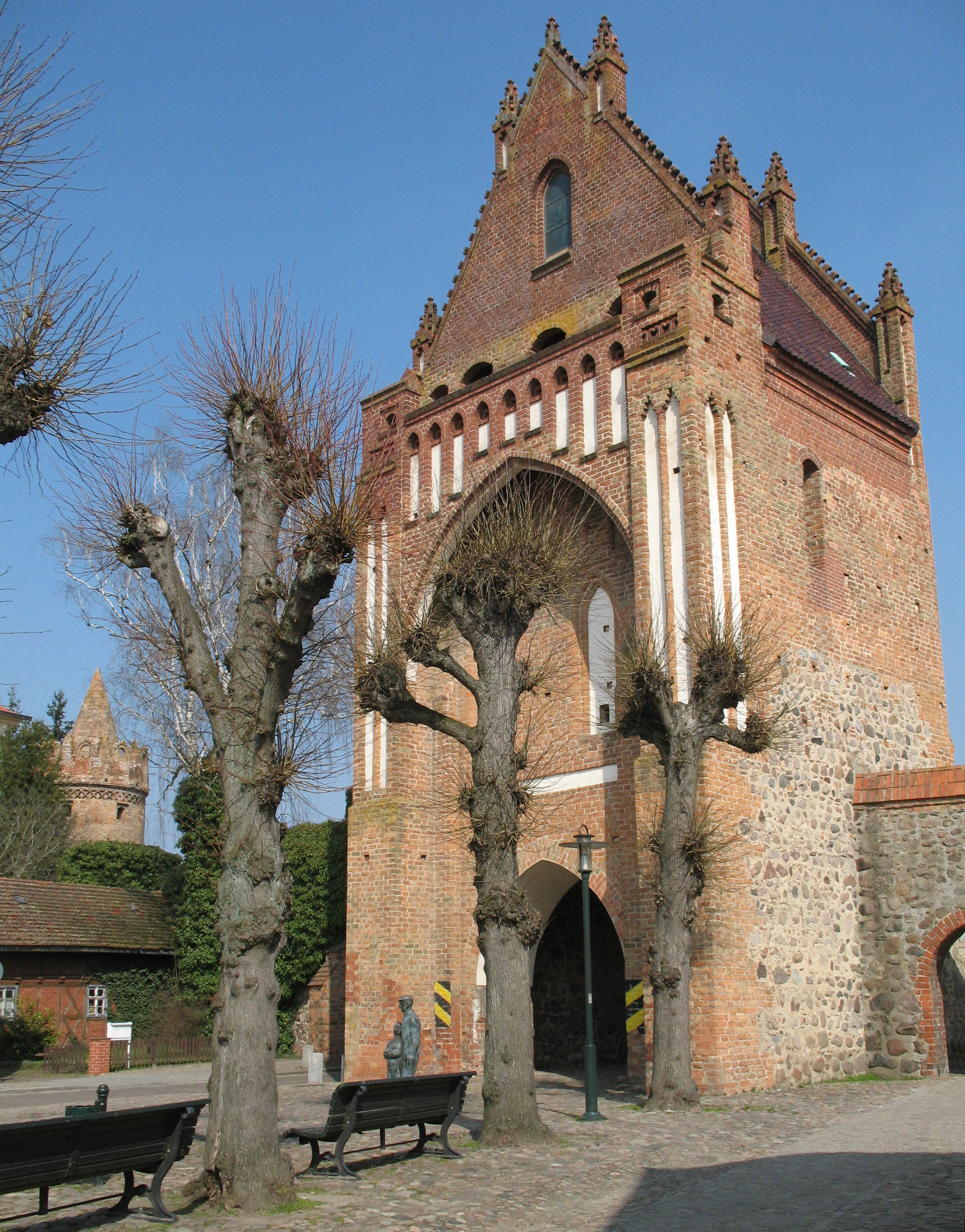

Gransee – miasto w Niemczech w kraju związkowym Brandenburgia, w powiecie Oberhavel, siedziba urzędu Gransee und Gemeinden

## Geografia
Gransee leży ok. 20 km na południe od miasta Fürstenberg/Havel i ok. 55 km na północ od Berlina, na trasie drogi krajowej B96. Obszar miasta położony jest na Pojezierzu Meklemburskim, na płaskim stożku napływowym - sandrze.

## Toponimia
Nazwa miasta pochodzi od staro-wysoko-niemieckiego grans „dziób, róg” lub grand „żwir, piach”. Pierwotnie pisana była w formach: Gransoyge (1266), Grangsoye (1267), Grangczoyge (1281), Granzoye (1290), Granzoge (1302), Gransowe (1333), Granzoye (1400), Grannsov (1495), Cransehe (1499/1500), Gransov (1530). Stanisław Kozierowski oddał ją w języku polskim w formie Grązy.

## Dzielnice miasta

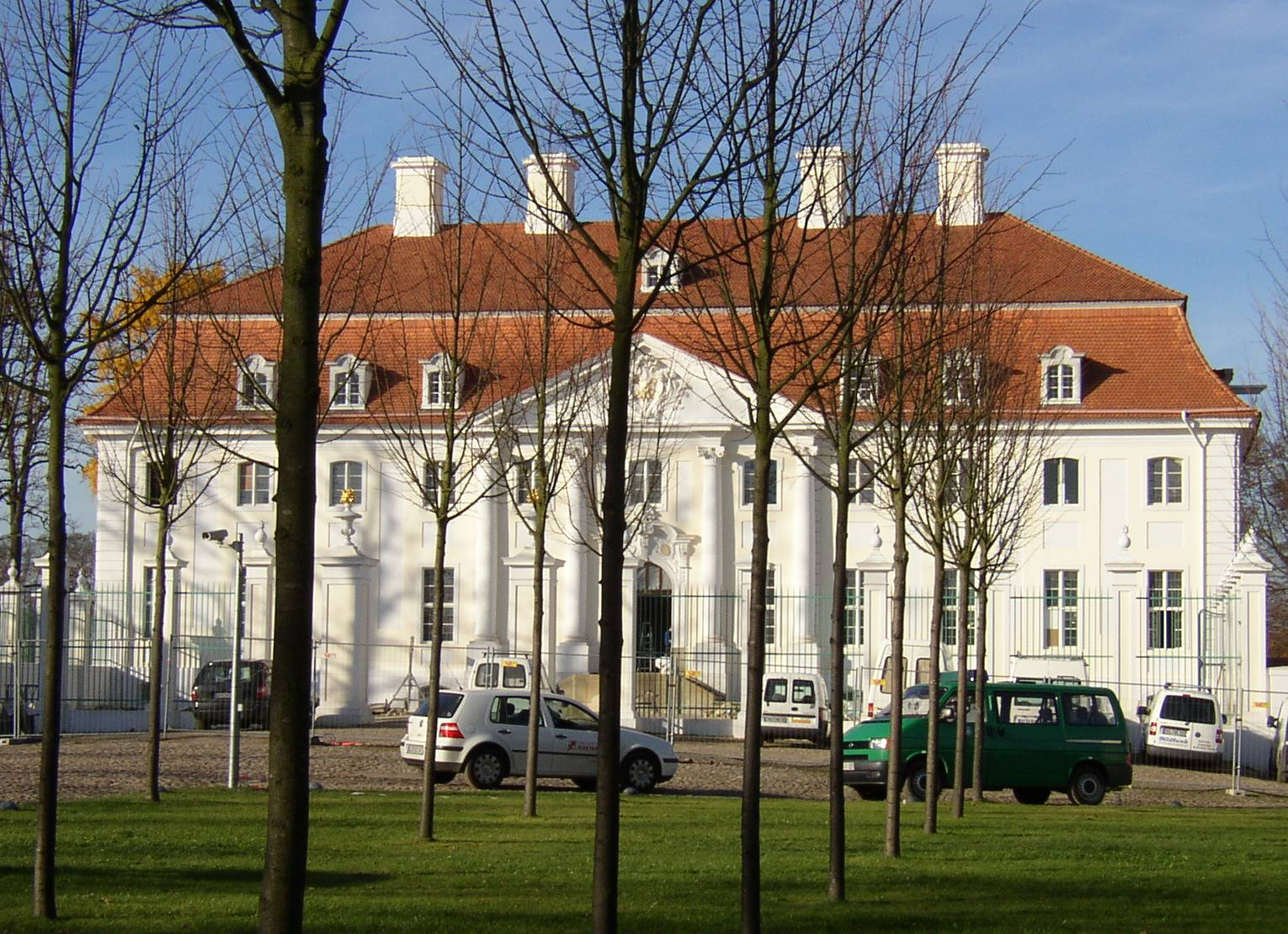
Zamek w Mesebergu

- Altlüdersdorf
- Dannenwalde
- Gramzow
- Kraatz-Buberow
- Meseberg
- Neulögow
- Neulüdersdorf
- Margaretenhof
- Seilershof
- Wentow
- Wendefeld
- Ziegelei
- Ziegelscheune

Buberow
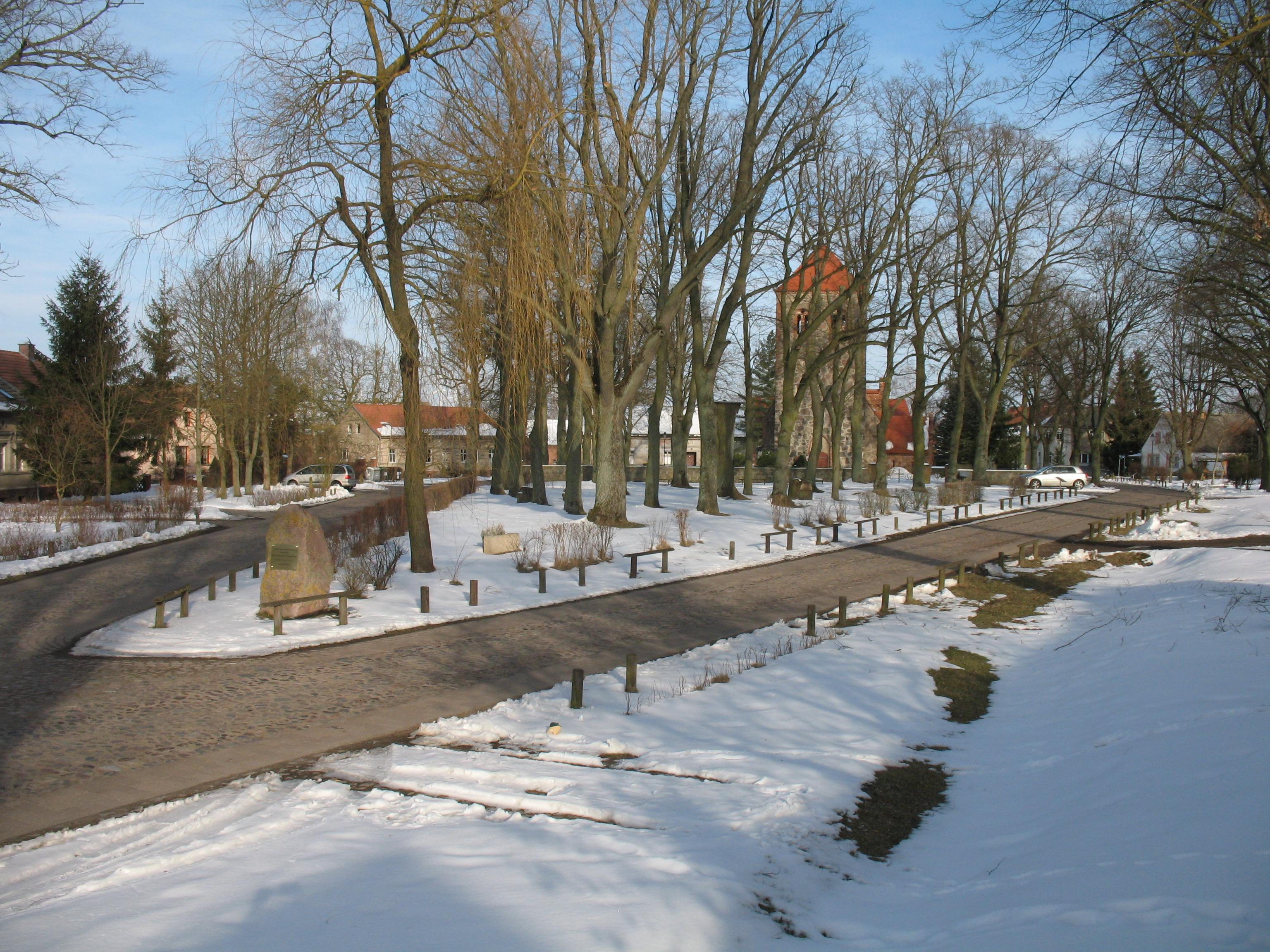
okolnica Buberow
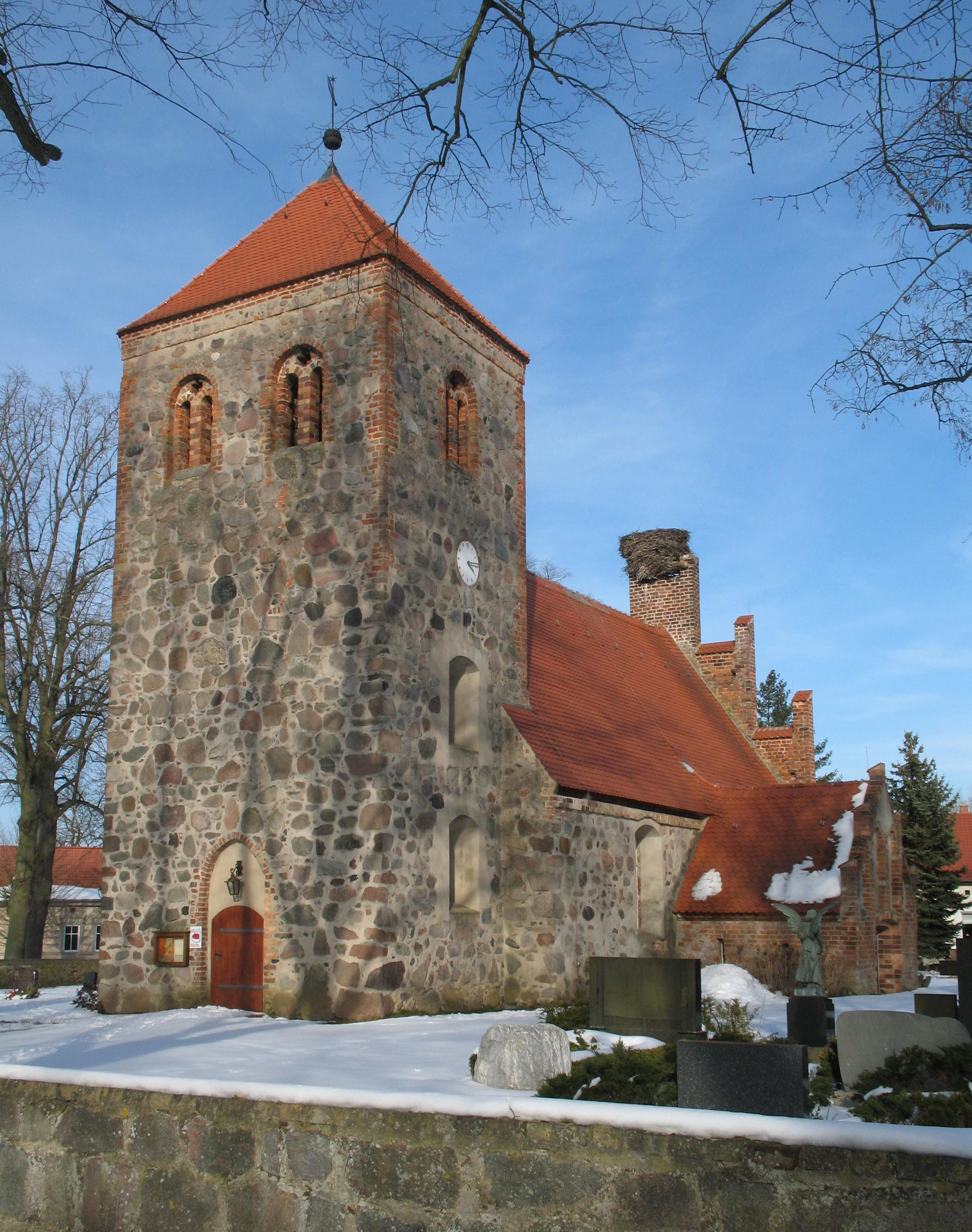
Kościół
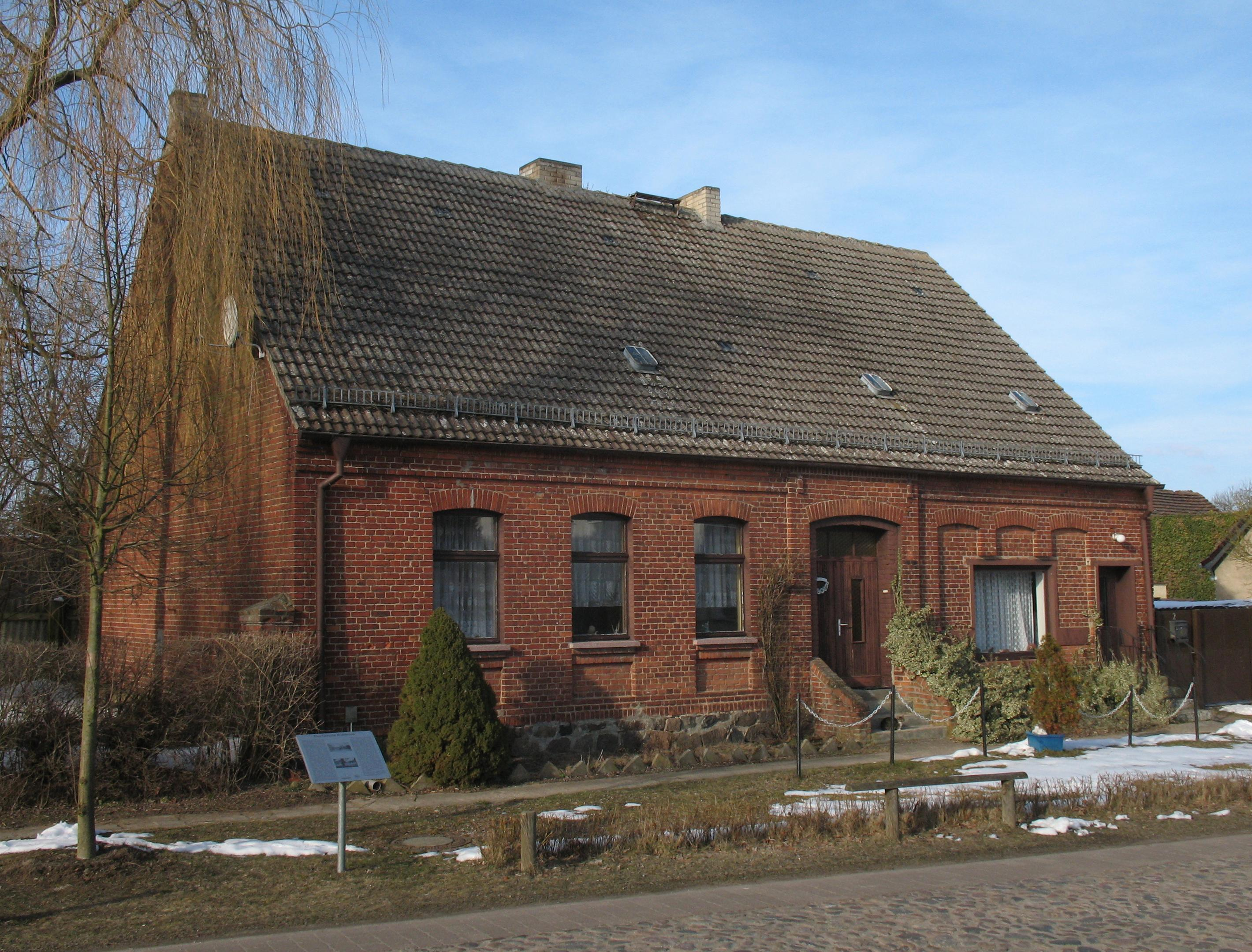

## Współpraca
- Hessisch Oldendorf, Dolna Saksonia
- Kolín, Czechy
- De Ronde Venen, Hollandia